# Spilosoma nigrocincta
Spilosoma nigrocincta is een vlinder uit de familie spinneruilen (Erebidae), onderfamilie beervlinders (Arctiinae). De wetenschappelijke naam van de soort is voor het eerst geldig gepubliceerd in 1914 door Kenrick.
Deze nachtvlinder komt voor in tropisch Afrika.